# NGC 3369
NGC 3369 ist eine linsenförmige Galaxie vom Hubble-Typ E-S0 im Sternbild Wasserschlange. Sie ist schätzungsweise 151 Millionen Lichtjahre von der Milchstraße entfernt.
Das Objekt wurde im Jahre 1886 von Ormond Stone entdeckt.